# Ałtaczej
Ałtaczej (ros. Алтачей) – wieś (ułus) w Rosji, w Buriacji, w rejonie biczurskim. W 2021 liczyła 46 mieszkańców.